# Domèvre-sous-Montfort
Domèvre-sous-Montfort è un comune francese di 67 abitanti situato nel dipartimento dei Vosgi nella regione del Grand Est.

## Società

### Evoluzione demografica
Abitanti censiti